# Езерово (Варненская область)
Езерово (болг. Езерово) — село в Болгарии. Находится в Варненской области, входит в общину Белослав. Население составляет 1 875 человек (на 13 марта 2008 года). Площадь территории села 9,299 км²
Езерово расположено на северном берегу Варненского озера, в 12 км от Варны, и в 367 км к востоку от Софии. В селе расположена ТЭЦ «Варна».

## Политическая ситуация
В местном кметстве Езерово, в состав которого входит Езерово, должность кмета (старосты) исполняет Тодор Димитров Гушев (коалиция в составе 2 партий: Национальное движение «Симеон Второй» (НДСВ), Союз демократических сил (СДС)) по результатам выборов.
Кмет (мэр) общины Белослав — Емил Величков Дичев (независимый) по результатам выборов.